# Fritillaria polaris
Fritillaria polaris är en ryggsträngsdjursart som beskrevs av Bernstein 1934. Fritillaria polaris ingår i släktet Fritillaria och familjen bägargroddar.
Artens utbredningsområde är Norra Ishavet. Inga underarter finns listade i Catalogue of Life.